# Deutscher Minigolfsport Verband
Der Deutsche Minigolfsport Verband e. V. (DMV) ist der Dachverband für den Minigolfsport in Deutschland. Er wurde am 1. Oktober 1966 gegründet. Der Verband hat seit dem Jahr 2019 seine Geschäftsstelle nach einem Umzug in Troisdorf.

## Geschichte
Ein erster Dachverband wurde am 25. April 1964 unter der Bezeichnung Deutscher Bahnengolfsport Verband (DBV) gegründet. Interne Konflikte führten nach kurzer Zeit jedoch wieder zur Auflösung des Verbandes. Im Jahr 1966 folgten erneute Gespräche und die Gründung des DMV. 1969 wurde der Verband in den Deutschen Sportbund (DSB), jetzt Deutschen Olympischen Sportbund (DOSB) aufgenommen.
Seit 1983 gibt es in Deutschland Bundestrainer für Minigolf, erster Bundestrainer war der heutige Präsident Gerhard Zimmermann. Aktuell wird der Herren und Damenbereich von Michael Koziol trainiert. Die sportliche Leitung im Jugendbereich führt zurzeit Marc Klemm und bei den Senioren lenkt Michael Bamberg als Seniorenbundestrainer die sportlichen Geschicke.

## Landesverbände
Der Verband gliedert sich in 13 Landesverbände:
- Badischer Bahnengolf-Sportverband (BBS)
- Bayerischer Minigolfsport Verband (BMV)
- Bahnengolf-Verband Berlin-Brandenburg (BVBB)
- Hamburger Bahnengolf Verband (HBV)
- Hessischer Bahnengolf-Sportverband (HBSV)
- Minigolfsport-Verband Bremen/Niedersachsen (MVBN)
- Nordrhein-Westfälischer Bahnengolf-Verband (NBV)
- Minigolfsport-Verband Rheinland-Pfalz (MRP)
- Saarländischer Minigolfsportverband (SaarMV)
- Bahnengolf-Verband Sachsen (BVS)
- Bahnengolf-Verband Sachsen-Anhalt (BVSA)
- Schleswig-Holsteinischer Minigolfsport-Verband (SHMV)
- Württembergischer Bahnengolfsportverband (WBV)

## Leistungszentrum
In Bad Münder am Deister betreibt der Verband ein Leistungszentrum mit den Bahnensystemen Eternit und Filzgolf.
Im Jahr 2009 wurde ein weiteres Leistungszentrum in Künzell eröffnet. Dieses Zentrum ist das erste mit den drei gängigsten Systemen Eternit, Beton und Filzgolf.

## Deutsche Meisterschaften

### Deutsche Minigolfmeisterschaften (Allgemeine Klasse Damen/Herren)
Der Deutsche Minigolfsport Verband veranstaltet jährlich Deutsche Minigolfmeisterschaften (Einzelwettbewerbe und Mannschaftsmeisterschaft der Allgemeinen Klasse Damen/Herren). Sie dienen der Ermittlung des Deutschen Minigolfmeisters im Zählwettspiel sowie im Lochspielwettbewerb. Ausrichter ist jeweils ein Landesverband des DMV.
Es handelt sich um Deutsche Minigolfmeisterschaften, d. h., es wird auf zwei verschiedenen Bahnensystemen gespielt, welche im Wechsel zu bespielen sind. Aus diesem Grunde kommen für die Durchführung nur Minigolfzentren als Austragungsorte in Betracht. Nach Möglichkeit soll es sich um die Bahnensysteme handeln, auf denen die EM/WM desselben Jahres ausgetragen werden.

### Deutsche Minigolfmeisterschaften (Seniorinnen/Senioren)
Der Deutsche Minigolfsport Verband veranstaltet jährlich Deutsche Minigolfmeisterschaften der Seniorinnen und Senioren in den Altersklassen I und II. Sie dienen der Ermittlung des Deutschen Minigolfmeisters der Seniorinnen und der Senioren im Zählwettspiel und im Lochspielwettbewerb. Ausrichter ist jeweils ein Landesverband des DMV.
Es handelt sich um Deutsche Minigolfmeisterschaften, d. h., es wird auf zwei verschiedenen Bahnensystemen gespielt, welche im Wechsel zu bespielen sind. Aus diesem Grunde kommen für die Durchführung nur Minigolfzentren als Austragungsorte in Betracht. Nach Möglichkeit soll es sich um die Bahnensysteme handeln, auf denen die EM desselben Jahres ausgetragen werden.

### Deutsche Minigolfmeisterschaften (Jugend)
Deutsche Minigolf-Jugendmeisterschaften haben den Sinn, die besten Jugendlichen aller DMV-Landesverbände zum Wettkampf um die deutschen Meistertitel zusammenzuführen. Die Teilnehmer an Deutschen Jugendmeisterschaften sollen beim Wettkampf sportliche Fairness üben, persönliche Kontakte knüpfen und durch ihre Haltung eine Werbung für den Minigolfsport sein.

### Deutsche Minigolfmeisterschaften der Bahnensysteme
Der Deutsche Minigolfsport Verband veranstaltet jährlich Deutsche Minigolfmeisterschaften der Bahnensysteme. Sie dienen der Ermittlung des Deutschen Minigolfmeisters der Bahnensysteme im Zählwettspiel. Ausrichter ist jeweils ein Landesverband des DMV.

#### Deutsche Meisterschaften System Beton
| Titel                                             | Zeitraum                     | Ort                                     | Deutscher Senioren Mannschaftsmeister der Abt. 1                                                                                 | Deutsche Meisterin Allg. Klasse Damen der Abt. 1         | Deutscher Meister Allg. Klasse Herren der Abt. 1               | Deutsche Meisterin Seniorinnen 1 der Abt. 1                       | Deutsche Meisterin Seniorinnen 2 der Abt. 1         | Deutscher Meister Senioren I der Abt. 1                     | Deutscher Meister Senioren II der Abt.                      | Sonstiges |
| ------------------------------------------------- | ---------------------------- | --------------------------------------- | --- | -------------------------------------------------------- | -------------------------------------------------------------- | ----------------------------------------------------------------- | --------------------------------------------------- | ----------------------------------------------------------- | ----------------------------------------------------------- | --------- |
| 64. DEUTSCHE MEISTERSCHAFTEN SYSTEM BETON         | 29. – 31. August 2019        | Georg-Stieler-Straße 1 a, 36093 Künzell | MSC Bensheim-Auerbach e. V. (470 Schlag nach 6 Runden, Besetzung: Oliver Isenbiel, Jörg Weirich, Hans-Dirk Czerwek, Hannes Klee) | Anne Dippel, Reinickendorfer MGC e. V. (312 Schlag)      | René Springob, MSK Neheim-Hüsten e. V. (261 Schlag)            | Ellen Galleinus, MSC Herscheid 1963 e. V. (274 Schlag)            | Sigrid Eilert, VfM Bottrop e. V. (213 Schlag)       | Oliver Isenbiel, MSC Bensheim-Auerbach e. V. (265 Schlag)   | Hans-Dirk Czerwek, MSC Bensheim-Auerbach e. V. (266 Schlag) | [ 7 ]     |
| Ergebnisliste fehlt                               |                              |                                         | |                                                          |                                                                |                                                                   |                                                     |                                                             |                                                             |           |
| Ergebnisliste fehlt                               |                              |                                         | |                                                          |                                                                |                                                                   |                                                     |                                                             |                                                             |           |
| Ergebnisliste fehlt                               |                              |                                         | |                                                          |                                                                |                                                                   |                                                     |                                                             |                                                             |           |
| 60. Deutsche Minigolfmeisterschaften System Beton | 27. August – 29. August 2015 | Minigolfzentrum Singen                  | MSC Bensheim-Auerbach e. V. (470 Schlag nach 6 Runden, Besetzung: Wiemer Thomas, Parr Susanne, Weirich Jörg, Parr Walter)        | Hammerschmidt Sabine, MGC Schwaikheim e. V. (269 Schlag) | Jäck Christopher, 1. Bahnengolf-Club Singen e. V. (254 Schlag) | Warnecke Nicole, MC „Möve“ Cuxhaven-Sahlenburg e. V. (260 Schlag) | Grüning Eveline, 1. BGC Hannover e. V. (302 Schlag) | Bremicker Stephan, MGC Dormagen-Brechten e. V. (263 Schlag) | Gerwert Karl-Heinz, MGF Waldshut 74 e. V. (263 Schlag)      | [ 8 ]     |

#### Deutsche Meisterschaften System Miniaturgolf
| Titel                                            | Zeitraum                       | Ort                   | Deutscher Senioren Mannschaftsmeister der Abt. 2                                                                                  | Deutsche Meisterin Allg. Klasse Damen der Abt. 2          | Deutscher Meister Allg. Klasse Herren der Abt. 2     | Deutsche Meisterin Seniorinnen 1 der Abt. 2                       | Deutsche Meisterin Seniorinnen 2 der Abt. 2                    | Deutscher Meister Senioren I der Abt. 2                                                                               | Deutscher Meister Senioren II der Abt. 2                     | Sonstiges |
| ------------------------------------------------ | ------------------------------ | --------------------- | --- | --------------------------------------------------------- | ---------------------------------------------------- | ----------------------------------------------------------------- | -------------------------------------------------------------- | --- | ------------------------------------------------------------ | --------- |
| 60. Deutsche Miniaturgolf-Meisterschaften 2019   | 22. – 24. August 2019          | Cuxhaven-Brockeswalde | 1. MGC 1970 Göttingen (392 Schlag nach 6 Runden, Besetzung: Andreas von dem Knesebeck, Peter Nowsky, Lars Hasse, Philip Busche)   | Britta Lagerquist MGC Olympia Kiel (226 Schlag)           | Thies Fritzenkötter BGSV Castrop 1961 (214 Schlag)   | Andrea Reinicke MC „Möve“ Cuxhaven-Sahlenburg (212 Schlag)        | Marion Willenbockel MC „Möve“ Cuxhaven-Sahlenburg (226 Schlag) | Dirk Otten TSV Salzgitter Abt. Bahnengolf (218 Schlag)                                                                | Werner Meixner MGF Hammer (227 Schlag)                       | [ 9 ]     |
| Ergebnisliste Fehlt                              |                                |                       | |                                                           |                                                      |                                                                   |                                                                | |                                                              |           |
| 58. Deutsche Meisterschaften System Miniaturgolf | 31. August – 2. September 2017 | Brunsbüttel           | 1. MGC 1970 Göttingen (384 Schlag nach 6*4 Runden, Besetzung: Andreas von dem Knesebeck, Peter Nowsky, Lars Hasse, Philip Busche) | Jasmin Astrid Uhl MGC Olympia Kiel e. V. (217 Schlag)     | René Lagerquist MGC Olympia Kiel e. V. (201 Schlag)  | Andrea Reinicke MC „Möve“ Cuxhaven-Sahlenburg e. V. (219 Schlag)  | Bernd Kunz MGC Olympia Kiel e. V. (206 Schlag)                 | Robert Hahn 1. MGC Ludwigshafen e. V. (208 Schlag)                                                                    | Margot Fritzenkötter MGC „AS“ Witten 1963 e. V. (239 Schlag) | [ 10 ]    |
| Ergebnisliste Fehlt                              |                                |                       | |                                                           |                                                      |                                                                   |                                                                | |                                                              |           |
| 56. Deutsche Meisterschaften System Miniaturgolf | 27.–29. August 2015            | Kelheim               | 1. NMC Kelheim (409 Schlag nach 6*4 Runden, Besetzung: Bernhard Lindner, Uwe Grimme, Christian Schubert, Markus Haller)           | Claudia Herfurt MV Lankwitzer Dragons e. V. (218 Schläge) | Kevin Leickel MGF Magdeburg 1995 e. V. (217 Schläge) | Andrea Reinicke MC „Möve“ Cuxhaven-Sahlenburg e. V. (232 Schläge) | Anna Kalhöfer MGC „AS“ Witten 1963 e. V. (260 Schläge)         | Bernhard Lindner 1. NMC Kelheim e. V. nach Stechen vor Hans Rolf Wageck 1. MGC Ludwigshafen e. V. (beide 220 Schläge) | Hans-Peter Künzel 1. MGC Ludwigshafen e. V. (230 Schläge)    | [ 11 ]    |